# Mangué Camara
Mangué Camara (ur. 15 września 1982 w Macencie) – piłkarz gwinejski grający na pozycji prawego pomocnika.

## Kariera klubowa
Karierę piłkarską Camara rozpoczął w klubie AS Kaloum Star z Konakry. W 2002 roku zadebiutował w jego barwach w pierwszej lidze gwinejskiej. W AS Kaloum Star grał przez 3 sezony, a w 2004 roku odszedł do francuskiego FC Rouen. W 2005 roku spadł z Rouen z trzeciej do czwartej ligi. Na tym poziomie rozgrywek grał do 2009 roku i wtedy też wywalczył awans z czwartej do trzeciej ligi.
| Sezon   | Klub                            | Kraj    | Rozgrywki            | Mecze | Bramki |
| ------- | ------------------------------- | ------- | -------------------- | ----- | ------ |
| 2002    | AS Kaloum Star                  | Gwinea  | Championnat National | ?     | ?      |
| 2003    | AS Kaloum Star                  | Gwinea  | Championnat National | ?     | ?      |
| 2004    | AS Kaloum Star                  | Gwinea  | Championnat National | ?     | ?      |
| 2004/05 | FC Rouen                        | Francja | Championnat National | 20    | 0      |
| 2005/06 | FC Rouen                        | Francja | CFA                  | 22    | 2      |
| 2006/07 | FC Rouen                        | Francja | CFA                  | 33    | 2      |
| 2007/08 | FC Rouen                        | Francja | CFA                  | 33    | 0      |
| 2008/09 | FC Rouen                        | Francja | CFA                  | 29    | 1      |
| 2009/10 | FC Rouen                        | Francja | Championnat National | 31    | 1      |
| 2010/11 | AS Moulins                      | Francja | CFA                  | 29    | 4      |
| 2011/12 | AS Moulins                      | Francja | CFA                  | 29    | 1      |
| 2012/13 | AS Moulins                      | Francja | CFA                  | 26    | 0      |
| 2013/14 | AS Moulins                      | Francja | CFA                  | 11    | 1      |
| 2014/15 | AS Moulins                      | Francja | CFA                  | 21    | 1      |
| 2015/16 | US Saint-Philbert-de-Grand-Lieu | Francja | VII liga             | ?     | ?      |

## Kariera reprezentacyjna
W reprezentacji Gwinei Camara zadebiutował w 2003 roku. W 2004 roku podczas Pucharu Narodów Afryki 2004 był rezerwowym zawodnikiem i nie rozegrał żadnego spotkania.